# تمييز لغوي
التمييز على أساس اللغة (بالإنجليزية: Linguistic discrimination) هو المعاملة غير العادلة لشخص اعتماداً على لغته فقط، وقد يشمل هذا لغته الأصلية أو الخصائص الأخرى للغة مثل اللكنة وطريقة الخطاب وأسلوب الحديث وحجم المفردات المستخدمة، وأحياناً عدم قدرة الشخص على استخدام أكثر من لغة ، اعتماداً على الاختلاف في نوع اللغة واستخدامها قد يقوم الشخص تلقائياً بتشكيل أحكام مسبقة حول ثروة شخص آخر أو تعليمه أو وضعه الاجتماعي أو سِماته الشخصية، هذه الأحكام يمكن أن تؤدي إلى المعاملة غير المُبرَّرة للفرد.
في أواسط الثمانينيات من القرن العشرين استخدمت عالمة اللغويات توف سكوتنب كانجاس فكرة التمييز القائم على اللغة، وعرَّفت هذا المفهوم بأنَّه "الإيديولوجيات والطرق التي تستخدم في التأثير والتوزيع غير العادل والمتساوي للسلطة والموارد "المادية وغير المادية" بين المجموعات التي تمَّ تمييزها على أساس اللغة ، وعلى الرغم من أنَّ أسماء وتعريفات مختلفة قد أعطيت لهذا المصطلح إلَّا أنَّها جميعاً تحمل نفس المفهوم تقريباً.

## التحيُّز اللغوي
إنَّ استخدام الأفراد للهجات مختلفة قد يُعرِّضهم لأشكال مختلفة من التحيُّز والتعصُّب على أساس اللغة، ورغم أنَّ لبعض اللكنات مكانةً وأهميَّة ثقافية واجتماعية أكبر من غيرها ولكن يبدو من الصعب تحديد أيُّ اللكنات أفضل وأهم، ويمكن أن يعطي مختصوا اللغة إجابةً دقيقة عن ذلك مثل مؤلَّف كتاب «هل تتحدَّث الأمريكية» ، يمكن القول أنَّ بعض اللكنات تميل إلى أن تكون أكثر هيبة في بعض المجتمعات من اللكنات الأخرى، فعلى سبيل المثال في الولايات المتحدة الأمريكية تعتبر اللهجة الأمريكية العامة General American هي الأشيع والأكثر انتشاراً واستخداماً في الإعلام والصحافة، وفي بريطانيا تعتبر لهجة Received Pronunciation هي اللكنة الإنكليزية القياسيَّة رغم أنَّها شائعة فقط في جنوب إنكلترا ويتحدَّث بها نحو 3% من الإنكليز  ، بالإضافة لمكانة اللغة وموقعها الاجتماعي فإنَّ العديد من الأبحاث قد أظهرت أنَّ اللهجة ترتبط أيضاً بمعدَّل ذكاء الفرد ومستواه الثقافي، فمثلاً يمكن ملاحظة الفرق بين سكان شمال وجنوب الولايات المتحدة الأمريكية، حيث ينظر عادةً إلى الشماليِّين على أنَّهم أكثر ذكاءً وثقافةً.

## اللغة والمجموعات الاجتماعية
أحياناً يرتبط التمييز على أساس اللغة بالانتماء إلى مجموعة اجتماعية معيَّنة، فمن الطبيعي أن يرغب البشر في التعرُّف على الآخرين وإحدى الطرق التي نقوم بها بذلك هي تصنيف الأفراد ضمن مجموعات اجتماعية محدَّدة، أحياناً يكون التصنيف واضحاً وسهلاً مثل تلك المجموعات التي يتمُّ تحديدها على أساس العرق أو الجنس بينما يكون هذا التصنيف صعباً في حالات أخرى، وهكذا يمكن استخدام لغة الفرد لتصنيفه ضمن مجموعة اجتماعية مُعينة، في الولايات المتحدة الأمريكية من الشائع أن يُنظر للجنوبيِّين أنَّهم أقل ذكاءً وثقافةً وبرغم ذلك فالانتماء إلى مجموعات اجتماعية أخرى محدَّدة بحسب العرق أو الجنس قد تكون أكثر أهميَّة من كون الفرد جنوبي أو شمالي.

## أمثلة
غالباً ما يتمُّ تعريف التمييز على أساس اللغة والتحيُّز اللغوي على أنَّهما شيء واحد أو على علاقة وثيقة، إلَّا أنهما لا يرتبطان دائماً بشكل صميمي ومباشر ، يمكن تعريف التحيُّز القائم على أساس اللغة على أنَّه سلوك سلبي تجاه فرد نتيجة انتمائه لمجموعة اجتماعية معينة، في حين أنَّ التمييز على أساس اللغة يشمل أفعالاً يتمُّ القيام بها ضد الأفراد، ومن هنا يجب التفريق بين المفهومين لأنَّ الفرد قد يحمل تحيُّزاً ضد شخص ما بسبب استخدامه للغة معيَّنة ولكنَّه لا يتصرَّف بحسب هذا التحيُّز ، وفيما يلي أمثلة متنوعة عن التحيُّز القائم على أساس اللغة:

### التحيُّز اللغوي والأقليَّات
من الناحية النظريَّة قد يكون أي فرد ضحية أو عُرضة للتحيُّز القائم على أساس اللغة بغض النظر عن وضعه الاجتماعي والعرقي، ولكنَّ الغالبية العظمى من حالات التحيُّز تكون موجَّهة ضدَّ الأقليَّات والمجموعات العرقيَّة المضطهدة والمُهمَّشة نظراً لأنَّ اللكنات المميِّزة لهذه الأقليات يتمُّ ربطها بوصمة عار أو نظرة دونيَّة.

### في كندا
اتُّهم ميثاق اللغة الفرنسية الذي أعلن لأول مرَّة في عام 1977 وخضع لعدَّة تعديلات بعدها بالتمييز ضدَّ المتحدثين باللغة الإنكليزية، لأنَّه يفرض الفرنسية كلغة رسمية في إقليم كيبيك وينصُّ على استخدامها مع استثناءات قليلة في المراكز الحكومية والمدارس والعلاقات العامة والمعاملات التجارية، منذ ستينات القرن الماضي هناك انخفاض في عدد المُتحدثين بالانكليزية في كيبيك ويُعتقد أنَّ هذا القانون قد سرَّع في هذا الانخفاض، ففي بعض الإحصائيات التي أُجريت في عام 2006 كان هناك انخفاض بلغ 180 ألف في أعداد الناطقين بالإنكليزية في كيبيك.
على نقيض ذلك تماماً يُجادل آخرون بأنَّ هذا القانون هو وسيلة لمنع التمييز القائم على أساس اللغة ضدَّ الناطقين بالفرنسيَّة لأنَّ هدفه هو الحفاظ على اللغة الفرنسية في وجه الهيمنة الاقتصادية والاجتماعية المتزايدة للغة الإنكليزية، وحتى اليوم ما يزال التحدُّث باللغة الإنكليزية في العمل مرتبطاً ارتباطاً وثيقاً بأرباح أعلى ودخل أكبر رغم مرور عشرات السنين على سنِّ القانون سابق الذكر، ولكن على الرغم من ذلك كلِّه فهذا القانون ساهم بدون شك في رفع مكانة الفرنسيين بشكلٍ كبير في الاقتصاد الكندي، وربَّما يكون له تأثير مشابه في البلدان الأخرى التي تواجه ظروفاً مماثلة.

### في الولايات المتحدة الأمريكية

#### الأمريكيُّون الأفارقة

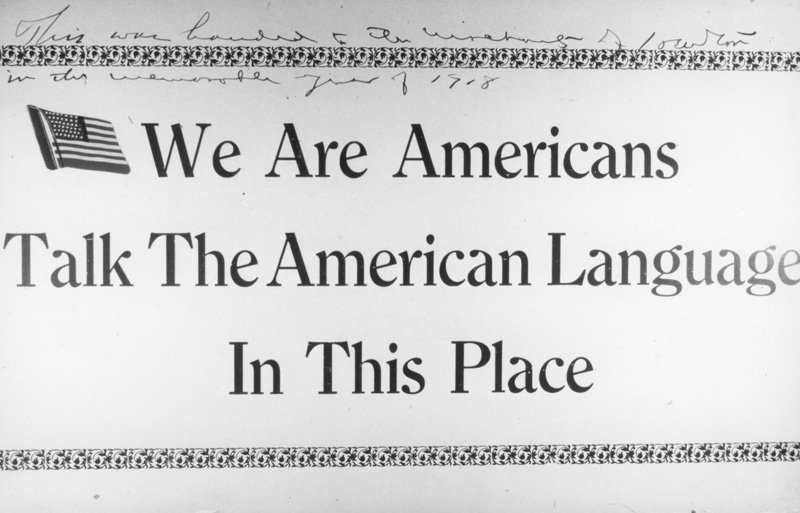
عادة ما يرتبط التمييز على أساس اللغة بالوطنية والقومية كما في هذا المنشور من الحرب العالمية الأولى الذي يقول «نحن أمريكيون! تحدثوا اللغة الأمريكية في هذا المكان»

يتحدَّث بعض الأمريكيِّين من أصل إفريقي نوعاً مُعيَّناً غير قياسي من اللغة الإنكليزية، والذي غالباً ما يُنظر إليه على أنَّه دون المستوى ولذلك من الشائع أن يكون هؤلاء عرضة للتمييز القائم على أساس اللغة، غالباً ما ينظر أعضاء المجتمع الأمريكي التقليدي إلى اللغة الأمريكية الإفريقية العاميَّة AAVE على أنَّها تدلُّ على انخفاض معدَّل الذكاء أو تعليم محدود حتى أنَّ البعض يطلق على هذه اللغة الأمريكية «الكسولة» أو «السيئة»، وقد وصف اللغوي جون مكوورتير هذا الوضع بأنَّه مشكلة خاصَّة بالولايات المتحدة الأمريكية، حيث يتمُّ الحكم على اللهجات غير القياسيَّة من قبل المُعلِّمين وأرباب العمل على أنَّها «غير صحيحة»، على نقيض عدد من الدول الأخرى في أوروبا الغربية التي تدعو للتقارب بين اللهجات واللكنات المختلفة ويُنظر فيها للذين يستخدمون عبارات أو مفردات لغوية غير قياسيَّة أو تقليديَّة على أنَّه علامة على الأصل العِرقي أو الاجتماعي ولا علاقة له بالقدرات والمواهب الفكرية والعقلية.

#### الأمريكيُّون من أصل إسباني أو لاتيني
يتجلَّى شكل آخر من أشكال التمييز على أساس اللغة في بعض أجزاء الولايات المتحدة الأمريكية التي تعيش فيها نسبة كبيرة من الجاليات اللاتينيَّة، حيث يُنظر للأشخاص الذين يتحدَّثون باللهجة المكسيكيَّة أو باللغة الإسبانيَّة على أنَّهم أشخاص فقراء من مستوى اجتماعي متدني وربَّما كمهاجرين غير شرعيِّين، وفي هذه المناطق نفسها يُنظر للأشخاص الذين يتحدَّثون الإنكليزيَّة بطلاقة وبلكنة مشابهة للأمريكيِّين على أنَّهم أكثر نجاحاً وتعليماً ودخلاً وكمواطنين شرعيِّين.

#### مستخدمو لغة الإشارة الأمريكيَّة
لسنواتٍ طويلة واجه مستخدموا لغة الإشارة الأمريكية ASL تمييزاً لغويَّاً واضحاً على أساس مفهوم شرعيَّة لغة الإشاراة مقارنةً باللغات المحكيَّة، وقد تمَّ التعبير بوضوح عن هذا الموقف في مؤتمر ميلان عام 1880 الذي وضع الأفضلية للغات المحكيَّة على أشكال الاتصال والتعبير اليدوي، الأمر الذي خلق تعقيدات وعقابيل دائمة للصم ، وقرَّر المؤتمر بالإجماع «باستثناء قلَّة من أمثال توماس هوبكنز» التأكيد على استخدام اللغة المنطوقة في التدريس بشكل حصري ، وأدَّت هذه القرارات في نهاية المطاف لإبعاد الصم عن مؤسَّساتهم التعليمة الخاصة تاركين أجيالاً من الصم يتعلمون بمفردهم بطرق خاصة.
لم يتم الاعتراف بلغة الإشارة الأمريكية كلغة خاصَّة حتى ستينات القرن الماضي بسبب المفاهيم الكثيرة المغلوطة التي تحيط بها، أخيراً أثبت عالم اللغويات ويليام ستوكري أنّهاَ لغة خاصة قائمة بذاته من خلال بنيتها وقواعدها الفريدة المعزولة عن اللغة الإنكليزية، قبل ذلك كان يُعتقد أنَّها مجرَّد مجموعة من الإيماءات المستخدمة لتمثيل اللغة الإنكليزية لا غير، وبسبب استخدامها للعنصر البصري فقط ظنَّ كثيرون أنَّ مستخدميها لديهم قدرات عقليَّة أقل، وكان الاعتقاد بأنَّ مستخدمي لغة الإشارة غير قادرين على التفكير المُعقَّد شائعاً بشدَّة، مؤخَّراً تناقصات وتيرة كلِّ هذه المفاهيم الخاطئة عن لغة الإشاراة بسبب الكثير من الدراسات التي بحثت في هذا الموضوع، ورغم ذلك كلِّه لا يعترف بلغة الإشارة الأمريكية كلغة كاملة دوماً  ، ويصف عالم اللغويات روسيل روزين المُمانعة الحكومية والأكاديميَّة للاعتراف بلغة الإشارة على المستوى الرسمي والتعليمي، وتوضح استنتاجه بدقة التمييز على أساس اللغة الذي يواجهه مُستخدموا لغة الإشارة على الرغم من تأكيده على أنَّ هذا التمييز في تناقصٍ مستمر.
هناك تحيُّزٌ واسع الانتشار أيضاً ضمن المجتمع الطبي ضدَّ الصمم ولغة الإشارة، وهذا ينبع من الاعتقاد بأنَّ اللغة المنطوقة تتفوق على لغة الإشارة، نظراً لأنَّ 90% من الأطفال الصم يولدون لآباء طبيعيين فهم لا يدركون المشكلة التي يعاني منها أبناؤهم أو لا يفهمونها بدقة ولذلك فهم يطلبون العون والنصح من الكادر الطبي ، ويُشجِّع الكثير من الأطبَّاء المنحازين ضدَّ لغة الإشارة الآباء على زراعة الحلزون لأبنائهم لكي يتمكَّن الطفل من استخدام اللغات المحكيَّة، ويقنعون الآباء بعدم تعليم أبنئهم لغة الإشارة لأنَّها تتضارب مع اللغة الإنكليزيَّة، على الرغم من أنَّ دراساتٍ وأبحاثاً عديدة لم تظهر أي تداخل أو تضارب بين تعليم اللغتين، بل على العكس تماماً فإنَّ تعلُّم لغة الإشارة بشكلٍ مبكِّر يبدو أنَّه مفيد للطفل من أجل تعلُّم الإنكليزيَّة في وقتٍ لاحق، وعند اتخاذ القرار بزرع الحلزون لا يتمُّ تثقيف الوالدين بشكلٍ صحيحٍ وكافٍ حول فوائد لغة الإشارة.

### النصوص المكتوبة
التمييز على أساس اللغة يشمل اللغات المكتوبة والمنطوقة، ويمكن الحكم على جودة كتاب أو مقالة من خلال اللغة التي كُتبت من خلالها، على سبيل المثال وجدت إحدى الدراسات أنَّه وعند كتابة مادة علمية واحدة باللغتين الإنكليزية والإسكندنافيَّة فإنَّ النص الذي كتب بالإنكليزية اعتبر على أنَّه يحوي قيمة علمية أكبر.